# Kirlian Camera
Kirlian Camera — італійська група, яка переважно грає Electro Wave, Dark Wave, Future Pop і Synth-Pop.

## Історія
Проект був заснований у Пармі в 1979 році Анджело Бергаміні та став піонером італійської синті-поп-сцени. Щоб сформувати Kirlian Camera, до 1980 року Бергаміні залучив співачку Симону Буджа, клавішника Фабріціо К'ярі та басиста Мауро Монтаккіні. Їхня демо-касета Dawn привернула увагу популярного незалежного лейбла Italian Records. На Різдво 1981 року відбувся випуск їхнього дебютного вінілу, який, незважаючи на низькобюджетність, був негайно розпроданий, перевиданий, і врешті розійшовся понад 6000 копіями.
Наступними роками група постійно змінювалася, Симона пішла, але знову приєдналася відразу ж наступного року, а Монтаккіні залишив колектив, будучи заміненим Джорджо Веккі. Згодом вони стали першою італійською групою, яка підписала контракт з Virgin Records.
Між 1982 і 1984 роками Бергаміні також брав участь в італо-диско-групі Hipnosis, яка отримала платинову нагороду за продажі в Німеччині та потрапила в топ-10 у кількох європейських країнах і Південній Америці з синглом «Pulstar». Відтак Анджело несподівано вирішує залишити поп-музику, зосередившись на Kirlian Camera.
У другій половині вісімдесятих звучання Kirlian Camera поступово ставало темнішим, віддаляючись від синт-поп-звучання, яким відзначені деякі з їхніх ранніх релізів. У 1988 році Буджа залишає Kirlian Camera, і в групі тимчасово працюють співачки Б'янка Гоффманн-Сантос і Сюзанна Реддінгтон-Гарднер, яких на деякий час замінює Емілія Ло Яконо. Незважаючи на це, група випускає подвійний компакт-диск під назвою «The Ice Curtain» з новою співачкою Барбарою Боффеллі.
У 1993 році вони підписали контракт з німецьким лейблом Discordia, який отримав ліцензію на альбом «Todesengel, The Fall of Life». У 1995 році вони співпрацювали з гуртом того ж лейблу Dive під час роботи над EP Obsession і :Wumpscut:.
Протягом 2000 року склад групи стабілізувався, коли до Kirlian Camera приєдналася талановита співачка, композиторка та письменниця Єлена Еліс Фоссі. Вона також є лідеркою сайд-проектів Alice Neve Fox, Spectra*paris і Siderartica, а також співлідеркою проекту Stalingrad (нині перейменованого на Stalingrad Valkyrie) разом із тим же Бергаміні.
Протягом 2013 року Kirlian Camera випустили «Black Summer Choirs».
Наприкінці 2017 року колектив Єлени Еліс Фоссі та Анджело Бергаміні випускає хітовий сингл «Sky Collapse» (за участю Ескіля Сімонссона з Covenant) на лейблі Dependent Records, який відразу ж отримує неабиякий успіх у Центральній Європі, досягнувши позиції № 1 в Німецькому альтернативному чарті (Deutsche Alternative Charts). Через кілька місяців, у 2018 році, новий альбом «Hologram Moon» (випущений у стандартному та спеціальному виданні, включаючи бонусний альбом «Ghost Novas») швидко стає справжнім бестселером гурту за всю історію їх повноформатної студійної роботи, навіть увійшовши до офіційних німецьких музичних чартів і зберігаючи першу позицію в Німецькому альтернативному чарті протягом кількох тижнів. Як стверджується, Єлена Фоссі стала однією з найпопулярніших співачок на світовій сцені електронної музики.

## Стиль

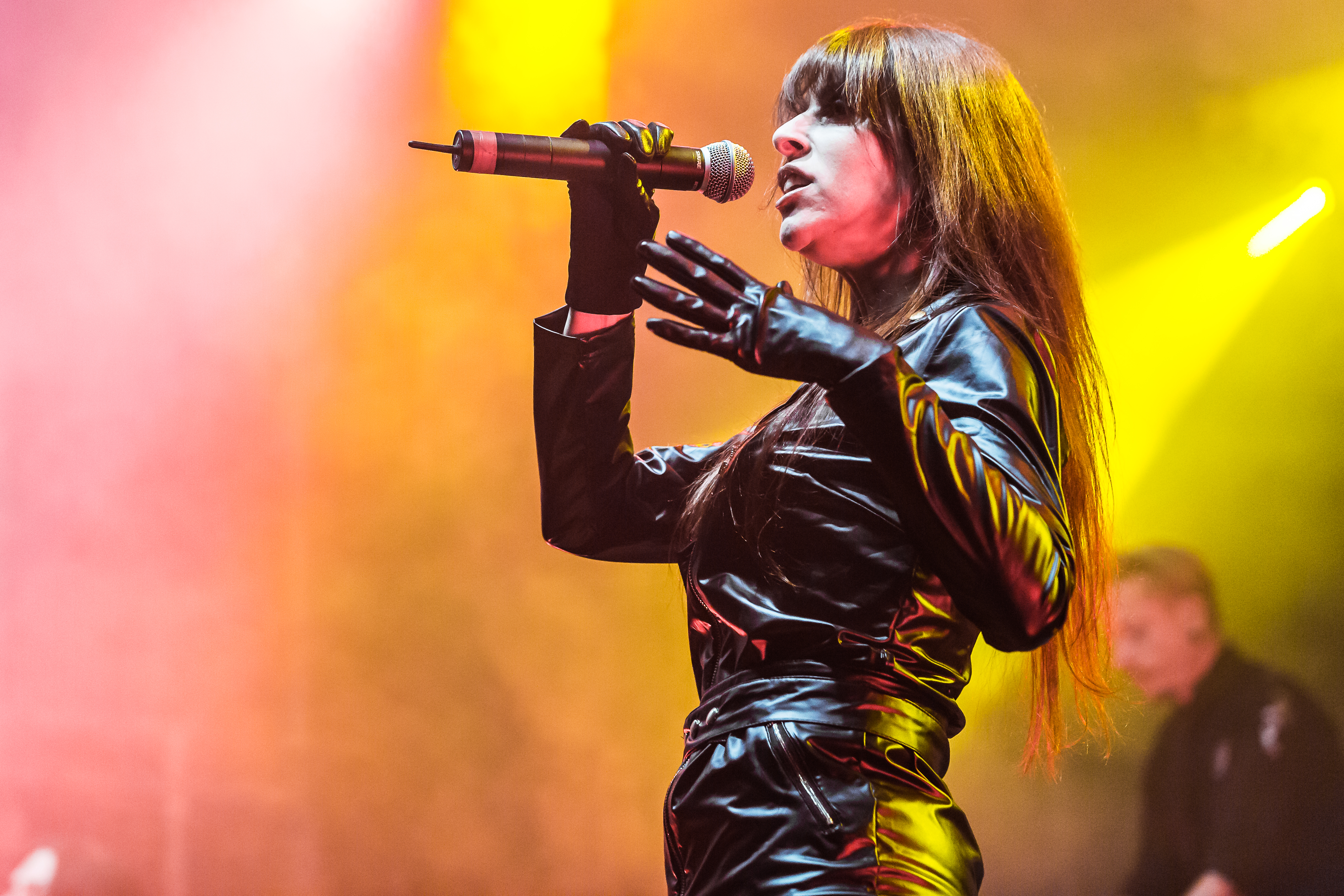
Вокалістка Єлена Фоссі на NCN 2018

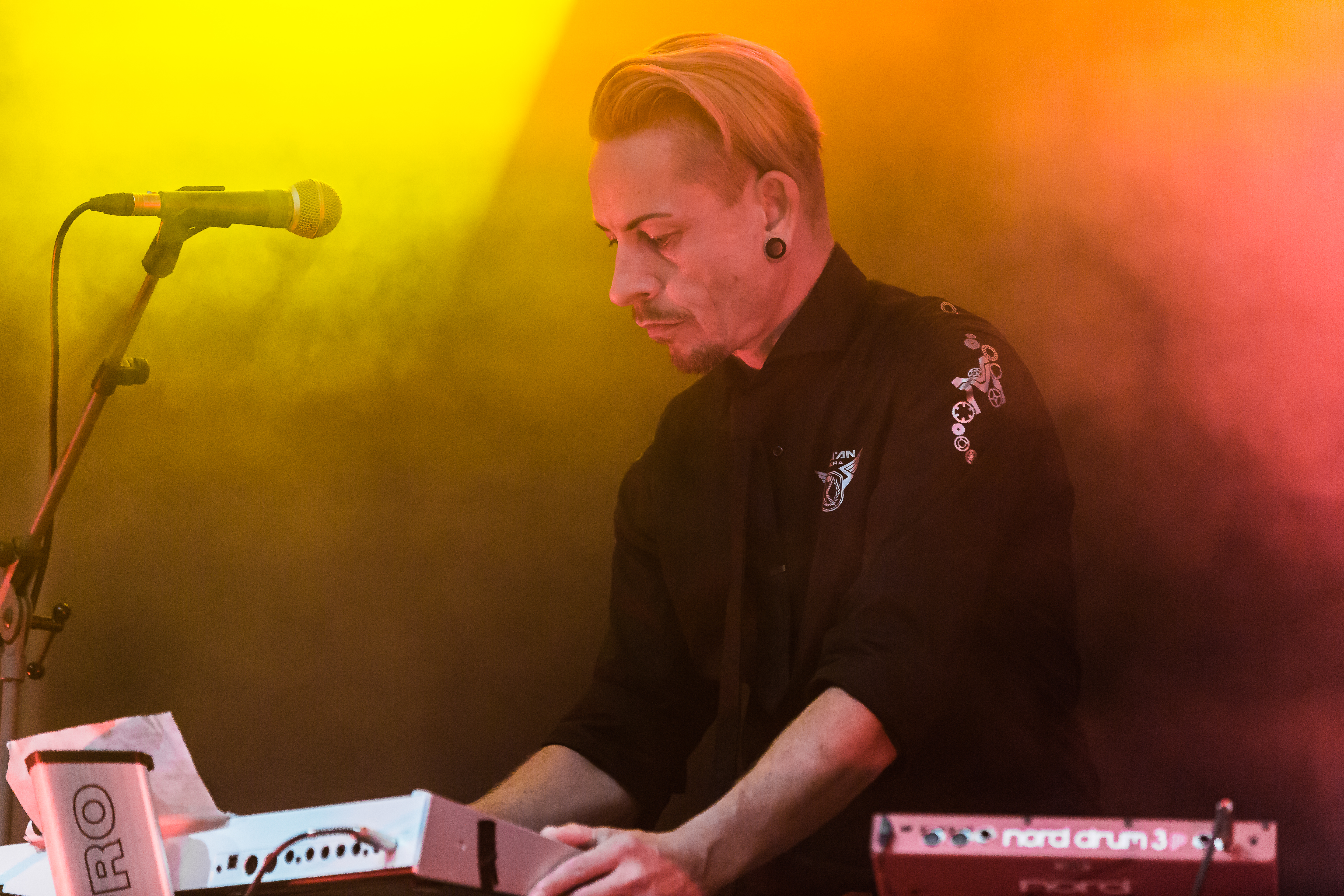
Клавішник Фальк Пітшк на NCN 2018

Для музики Kirlian Camera передусім характерні повільні, мелодійні аранжування. Стилістично музику часто відносять до дарквейвового середовища, де звичайні електровейвові треки чергуються з неофолковими композиціями в конкретному випадку. З 1998 року використовується більше техно-елементів, але це знову змінилося на рубежі тисячоліть, коли Kirlian Camera змінила склад. Альбом «Invisible Front. 2005» 2004 року коливався між електроклешем і поп-музикою з шармом 70-х і час від часу поєднував це звучання з уривками тріп-хопу. Композиції, в яких переважно звучить ніжний жіночий вокал, створюють глибоку та серйозну атмосферу. Для мелодій використовуються накладки синтезатора, звуки хору, звуки струн та іноді акустична гітара. Ритмічні елементи здебільшого видаються досить загадковими і розташовані скупо. Для цього Kirlian Camera часто використовує електронні звукові генератори або драм-машину. Характерним є також включення голосових семплів. Меланхолійний ефект музики відбивається і на текстах. Темами тут є особисті страхи, горе, самотність, спогади про кохання та жага смерті. За допомогою стилістичного прийому темного романтизму, серед іншого, порушуються питання віри. Часто здійснюється уявна подорож у футуристичний світ наукової фантастики. Наприклад, у пісні «Solaris» згадується однойменний твір Станіслава Лема та Андрія Тарковського.
Композиції також включають танцювальні пісні, такі як «Blue Room», «Edges», «Ocean» або перший варіант «Heldenplatz». Знову і знову створюються експериментальні твори, які працюють зі звуковими колажами та стилістично прив'язані до ембієнту.
Пісня «Eclipse», яка є, мабуть, найвідомішою піснею в німецьких клубах і була видана в кількох версіях, вважається класикою.

## Скандали
26 квітня 1999 року Kirlian Camera були втягнуті в моральну паніку з приводу готичної культури, коли вони були випадково згадані соціологом Альфредом Шобертом в інтерв'ю Der Spiegel на тему стрілянини в школі Колумбайн. Шоберт стверджував, що група (разом із Death in June та Бойдом Райсом) є прикладом «неофашистського елементу» у сучасній готичній та EBM-музиці, і звинуватив їх у виконанні римського салюту на сцені.
Згодом було доведено, що між готичною субкультурою і стріляниною в школах немає абсолютно ніякого зв'язку.
На своєму наступному диску група випустила комюніке, в якому заявила, що їх ображає полювання на відьом, що ведеться проти них, одначе вони хочуть залишити свої політичні переконання при собі, відмовляючись віднести групу до якоїсь конкретної політичної орієнтації. Вони заперечили, що є «правими екстремістами», вказуючи, що колишня учасниця Ненсі Аппіа була з Гани, і що вони співають вірші єврейсько-німецького поета Августа Страмма. Однак їм не дозволили відповісти в Der Spiegel, а скасування концертів та протести Антифашистської акції продовжували переслідувати їх протягом 2002 року.

## Дискографія

### Альбоми
- It Doesn't Matter Now (1983)
- Eclipse (Das Schwarze Denkmal) (1988)
- Todesengel. The Fall of Life (1991)
- Schmerz (1994, повноцінне перевидання EP з тією ж назвою 1992 року)
- Solaris — The Last Corridor (1995)
- Pictures from Eternity (Bilder Aus Der Ewigkeit) (1996)
- The Ice Curtain (1997, 2CD)
- Unidentified Light (1999)
- Still Air (Aria Immobile) (2000)
- Kälte Container (1999 — вкл. невидані ремікси. Лімітована версія з друкованою біографією)
- Uno (2002, перевидання вкл. демозапис Dawn та мініальбом «Kirlian Camera»)
- Live in London (2003 — бутлег, визнаний гуртом)
- Invisible Front. 2005 (2004)
- Coroner's Sun (2006)
- Shadow Mission HELD V (2009, колекція вкл. невидані пісні та нові версії)
- Odyssey Europa (2009, 4CD/2CD)
- Not of This World (2010, 3CD)
- Nightglory (2011)
- Black Summer Choirs (2013)
- Uno Vinyl (2014, ремастер і перевиданання на лейблі Dark Entries Records вкл. бонусний флексі-диск Minitech, спочатку випущений у 1981)
- Hologram Moon (2018, доступний у кількох виданнях, також із бонусним альбомом «Ghost Novas»)
- Cold Pills (Scarlet Gate of Toxic Daybreak) (2021)

### Сингли, EP та мініальбоми
- Dawn… (1980, демозапис)
- Kirlian Camera (1981, мініальбом)
- Passing Masks (1982, випущений під ім'ям «Simona Buja from Kirlian Camera»)
- Communicate (1983)
- Edges (1984)
- Blue Room (1985)
- Ocean (1986)
- Human/Ocean (1986 — промо спліт-сингл з The Human League)
- Ocean (ремікс Atelier Folie) (1987)
- Helden Platz (1987)
- Austria (1988)
- Schmerz (1992, EP)
- Split (1993 спліт-сингл з Andromeda Complex)
- Erinnerung (1993)
- Eklipse Zwei (1994, EP)
- Le Printemps Des Larmes (1994, вініл EP, що входить до коробкового видання «Schmerz»)
- Obsession (1995 EP split with Dive)
- Your Face In The Sun (1996)
- The Desert Inside (1997, мініальбом)
- Drifting (1998)
- The Burning Sea (1999)
- Absentee (2001, мініальбом)
- untitled (2003, міні-CDr з невиданими треками KC, Siderartica та Camera Artica)
- Berliner Messe (2005, лімітований вініл)
- Ghlóir Ar An Oiche (2011)
- Immortal (2012, EP)
- Edges (21st Century Versions) (2014, вініл)
- Sky Collapse (2017, вініл та CD, EP)
- Hellfire (2019, 4-трекове промо EP, спеціальне видання 100 пронумерованих вручну CD)
- Hellfire (2019, вініл та CD, 8-трековий мініальбом)

## Інше
Фронтвумен Єлена Еліс Фоссі — ЛГБТ. Одного разу вона сказала: «Мені теж подобається, щоб дівчина була закохана в дівчину. Так буває, подобається комусь це чи ні! Тоді це частина моєї власної історії…»